# Gentil Theodoor Antheunis
Œuvres principales
- Ik ken een lied
- Mijn Vlaanderen heb ik hartelijk lief
- Vers l’avenir/Naar Wijd en Zijd

Gentil Theodoor Antheunis, né le 9 septembre 1840 à Audenarde et mort le 5 août 1907  à Ixelles, poète en langue néerlandaise, compositeur belge et beau-fils de Hendrik Conscience.

## Biographie
Professeur au collège de sa ville natale de 1859 à 1860, il fut nommé enseignant à Termonde en 1861.  En 1864, il s'inscrivit à l'université de Gand pour étudier le droit ; il fut promu en 1866.  Durant ses études, il trouva le temps de faire des poèmes qu'il envoia à Hendrik Conscience, alors commissaire d'arrondissement à Courtrai.  En février 1867, il fut accueilli par les Conscience pour la première fois comme visiteur, chez eux ; il sut émouvoir Hendrik Conscience par son jeu de piano et les quelques chansons flamandes qu'il chanta à l'occasion.  Grâce aux bons offices de Conscience, il fut nommé juge de paix à Oostrozebeke en 1868.  De là, il partit pour Torhout pour y occuper la même fonction en 1870.  En 1871, il se maria avec la seule fille de Hendrik Conscience, Maria.  Durant les six années que le couple habitait à Torhout, ils passèrent l'été à Blankenberge chez les beaux-parents de Gentil.  Celui-ci fut encore nommé juge de paix, le 15 juillet 1877, à Hal et, en 1883, à Ixelles.

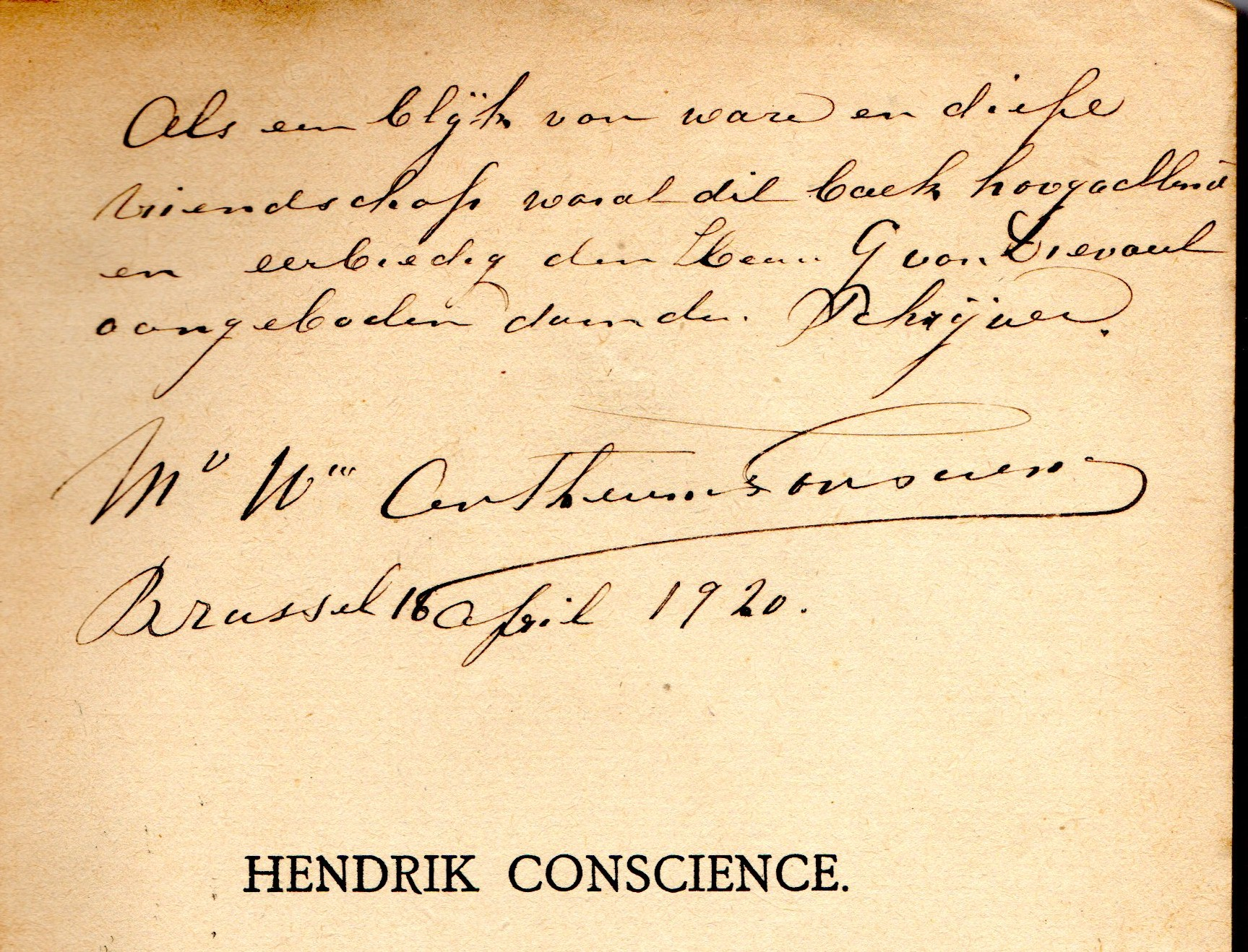
Dédicace le 18 avril 1920 par Marie Antheunis-Conscience de sa biographie de son père Hendrik Conscience au peintre Gabriel Van Dievoet (1875-1934).

Vers la fin de sa vie, il souffrit de surdité.  Sa femme, qui acheva ses dernières œuvres, écrivit sa nécrologie.
Son épouse Marie Conscience écrivit également la biographie de son père Hendrik Conscience.

## Œuvres
Pour plusieurs journaux et magazines, il écrivit des chansons et des poèmes dont certains furent mis en musique par des compositeurs tels que Willem de Mol et Richard Hol, entre autres : Lentelied (Chanson printanière), Ik ken een lied (Je connais une chanson), Droeve tijden (Temps douloureux), Bethlehem (Bethléem), etc.  Ils furent rassemblés dans un recueil de 1873.  En 1874, la chambre de rhétorique d'Anvers De Olijftak (Le Rameau d'Olivier) lui décerna un prix pour une chanson amoureuse (Minnelied).  En outre, il publia : 
- Uit het hart (De plein cœur) ;
- Liederen en gedichten (Chansons et poèmes), Dendermonde en Leiden (Termonde et Leyde), 1875 ;
- Liederkrans, uit de Loverkens van Hoffmann van Fallersleben (Couronne de chansons, des Feuillages de Hoffmann von Fallersleben) ; mise en musique par Antheunis, Gand, 1877 ;
- Leven, lieven en zingen (Vivre, aimer et chanter), Gand, 1879[1].

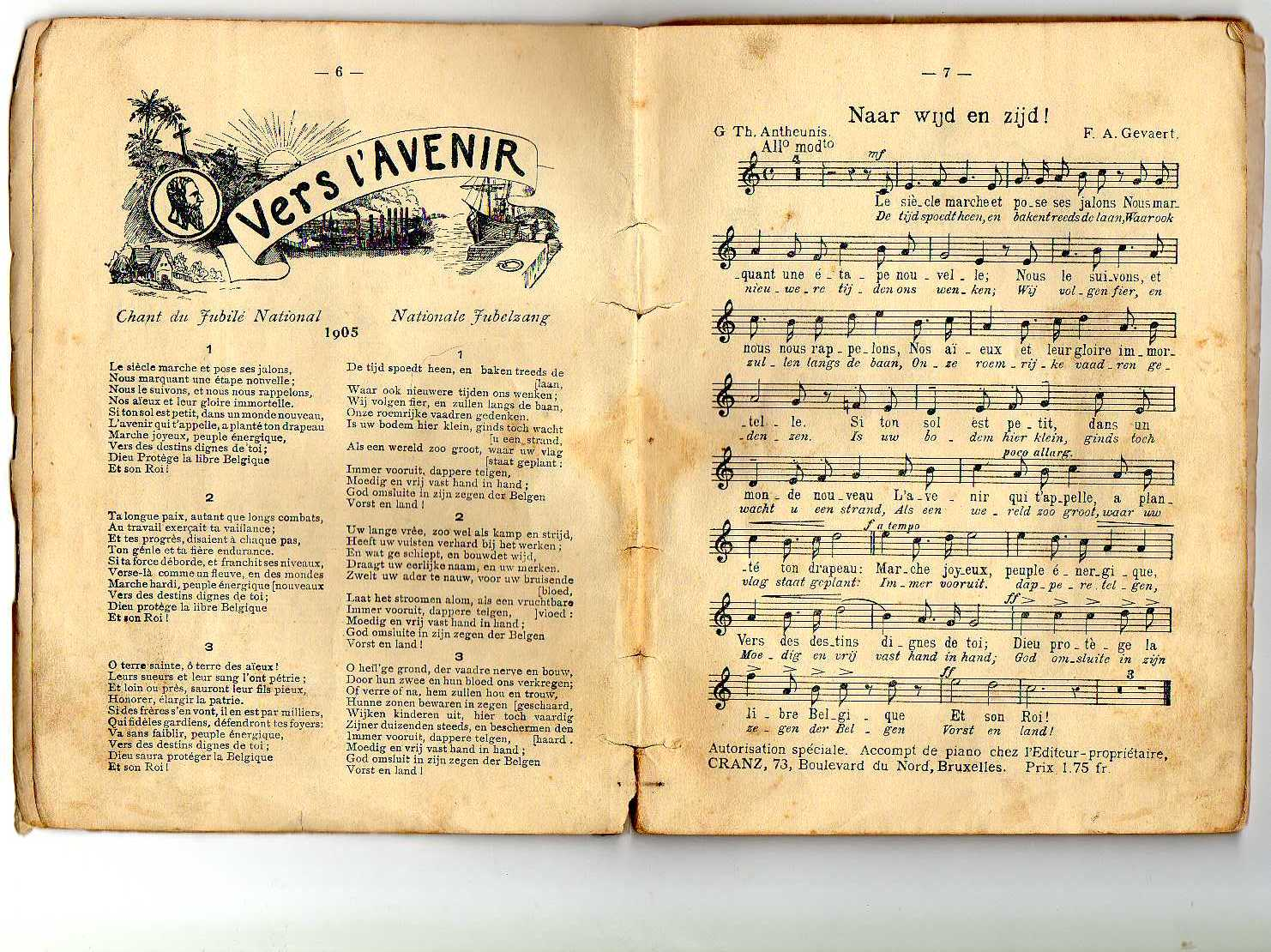
Pages du chant du Jubilé Vers l’avenir/Naar wijd en zijd (1905) dans le Chansonnier des jeunes gardes catholiques de 1907.

En tant que compositeur, il mit en musique la chanson populaire patriotique flamande Mijn Vlaanderen heb ik hart'lijk lief du poète Theophiel Coopman.
En 1905, il mit en vers les paroles des versions néerlandaise et française du chant du Jubilé, Naar wijd en zijd/Vers l’avenir, pour lequel François-Auguste Gevaert composa la musique.  Cette chanson deviendra l'hymne de la colonie belge du Congo.
Selon Coopman et Scharpé, tout ce que chante Antheunis est du plus pur sentiment, exprimé dans un langage simple et gracieux.  Originalité, ingénuité et musicalité seraient les principales caractéristiques de sa poésie, qui se distingue également par son élégance gracieuse et une émotion sincère.
Les berceuses et autres chansons pour enfants comptent parmi les plus estimables.

### Sources
- (nl) Coopman, Theophiel, et Lodewijk Scharpé. Geschiedenis der Vlaamsche letterkunde, Anvers, De Nederlandsche Boekhandel, 1910, p. 330.
- (nl) Frederiks, Johannes Godefridus, et Frans Josef van den Branden.  Biographisch woordenboek der Noord- en Zuidnederlandsche letterkunde, Amsterdam, L.J. Veen, 1888-1891, p. 21.
- (nl) Janssens, Jeroen.  De Belgische natie viert: de Belgische nationale feesten, 1830-1914, Louvain, Leuven University Press, 2001.
- (nl) Laan (ter), Kornelis.  Letterkundig woordenboek voor Noord en Zuid, La Haye/Jakarta, G.B. van Goor Zonen's Uitgeversmaatschappij, 1952, second tirage.
- (nl) Persyn, Julius.  « Gentil Antheunis », Ons volk ontwaakt du 17 août 1912.